# Tom McClintock
Thomas Miller McClintock II dit Tom McClintock, né le 10 juillet 1956 à Bronxville,, est un homme politique américain, élu républicain de Californie à la Chambre des représentants des États-Unis depuis 2009.

## Biographie

### Jeunesse
Tom McClintock est originaire du comté de Westchester dans l'État de New York. Diplômé de l'université de Californie à Los Angeles en 1988, il devient journaliste et analyse politique.

### Carrière politique
Il siège une première fois à l'Assemblée de l'État de Californie de 1982 à 1992. Cette année-là, il se présente à la Chambre des représentants des États-Unis mais perd face au démocrate Anthony Beilenson (en) en ne rassemblant que 39,1 % des voix. En 1994, il est le candidat républicain pour le poste de contrôleur de Californie, il est une nouvelle fois battu.
Il retrouve l'Assemblée en 1996. En 2000, il est élu au Sénat californien où il siège jusqu'en 2008. Il se présente à la recall election du gouverneur de Californie en 2003, c'est cependant Arnold Schwarzenegger qui est élu. Il est le candidat républicain pour le poste de lieutenant-gouverneur en 2006 mais il est battu.
En 2008, il est élu de justesse à la Chambre des représentants des États-Unis dans le 4e district de Californie ; il bat le démocrate Charlie Brown avec 50,2 % des voix (contre 49,8 %). Il est depuis réélu tous les deux ans avec plus de 60 % des suffrages.